# George Peele
George Peele, vraisemblablement baptisé le 25 juillet 1556 à Garlickhythe (en) et enterré le 9 novembre 1596 à Clerkenwell, paroisse de la même cité de Londres, est un poète anglais et dramaturge renaissant qui appartient à la seconde génération des auteurs du théâtre élisabéthain, qualifiée de Beaux esprits de l'Université (en).
Contemporains de Dowland et des musiciens qui ont émergé (en) à la suite de William Byrd, il a expérimenté dans une idée de spectacle total de nombreux aspects nouveaux de l'art théâtral, les émaillant de sonnets et chansons dont la musique s'est perdue. Ces ressorts que sont l'histoire sanglante du Bas Moyen Âge, l'héroïsme antique, le mélodrame intime, la tragédie grecque, la mythologie pastorale, seront affinés par le jeune William Shakespeare, auquel George Peele aura confié le soin de développer et achever son Titus Andronicus. Organisateur de plusieurs grands événements publics qui a été joués au moins trois fois à la Cour, il meurt prématurément malade et ruiné, vivotant de spectacles qui préfigurent le café chantant.

## Biographie

### Enfance bourgeoise (1556-1571)
George Peele est l'aîné d'au moins cinq frères ou sœurs. Son père est un natif de Londres dont la famille serait originaire du Devon. Celui ci, alors que son fils à six ans, le 22 novembre 1562, prend le poste de directeur administratif de l'Hospice du Christ, une institution charitable pour les orphelins située alors dans l'ex monastère des Frères gris (en), au nord ouest du centre de Londres. Ce père a publié en 1553 un traité sur la tenue des écritures comptables en partie double qu'il développera en 1569 en une édition pédagogique, sous forme dialoguée, et donne à l'occasion des cours particuliers.
La famille habite un logement de fonction. Les orphelins formant un chœur, James Peele, bien qu'adhérent de la Vénérable compagnie des saulniers (en), organise deux cortèges (en) de la ville pour l'intronisation des Lords maires issus de la Vénérable compagnie des quincaillers (en), Christophe Draper en 1566 et Alexandre Avenon en 1569.
Élevé à l'« École des manteaux bleus », dans la musique donc mais aussi une piété rigoureuse, George Peele y termine en mars 1571, à l'âge de quatorze ans, ses études latines en remportant un prix. Il est un des deux élèves choisis par l'institut pour poursuivre des études au Broadgates Hall d'Oxford, qu'il rejoint dès la fin du mois.

### Étudiant à Oxford (1571-1580)
La scolarité de l'adolescent George Peele au Broadgates Hall se déroule en fait dans les locaux du collège de l'Église du Christ, qui héberge alors l'institution.
En 1574, il intègre ce même collège de l'Université d'Oxford, où les cours magistraux ont quasiment disparu, les étudiants issus de l'aristocratie dépensant leur temps dans les tavernes. Il y obtient son baccalauréat es arts en 1577.
C'est là qu'il traduit en anglais une des deux Iphigénie d'Euripide, probablement Iphigénie en Aulide. Un Conte de Troie, œuvre de jeunesse de cinq cents vers, lui vaut d'être « estimé comme le plus remarquable poète de l'université ». Quand en 1579 il obtient sa maitrise es arts, et sa licentia docendi affrente, son destin est a priori d'enseigner dans un quelconque institut de province.
Sa mère Anne meurt l'année de son diplôme, durant l'été. Revenu à Londres, il voit sa pension, réglée par son père qui n'attendra pas un an et demi pour se remarier, lui être supprimée à la demande du conseil d'administration de l'Hospice du Christ, ce à partir du 29 septembre.
Esprit cultivé et fin, George Peele est d'une complexion surprenante, jambes courtes, teint sombre, cheveux roux, souffre d'un strabisme, porte la barbe et parle d'une voix féminine et haut perchée. Il a vingt quatre ans et retourne à Oxford épouser Anne Cooke, héritière de sept ans sa cadette dont le père, un riche marchand, décède en mars 1580. Le couple aura deux filles. Le 3 novembre 1580, c'est son père, après un an et trois mois de veuvage, qui se marie, avec une Christiane Widers. Père et fils ne se parleront plus.

### Metteur en scène (1581-1591)
L'année suivante, George Peele s'installe à Londres, peut être à Southwark, où les théâtres du Cygne et de La Rose, ont été ouverts à la suite de celui de la Butte Newington (en) et où le sera Le Globe. Sa première pièce, La Décision de Pâris, est représentée à la cour par les Enfants de la Chapelle (en) de l'École de la cité de Londres mais ne lui apporte pas le succès que connaissent ses confrères auteurs.
En 1583, il est appelé par la ville d' Oxford pour superviser la représentation de deux pièces en latin de William Gager données du 10 au 14 juin dans le grand hall du collège de l'Église du Christ en l'honneur d'Albert Laski (en). À cette occasion, Gager loue sa traduction d'Euripide et ses talents de poète.
En 1585, il est chargé, comme l'avait été deux fois son père, d'organiser le cortège (en) inaugural du Lord maire, en l'occurrence Wolstan Dixie (en). La cérémonie se déroule le 9 octobre. Le discours de bienvenue est de sa plume.
Le 30 décembre, son père décède. Sa veuve n'a pas les moyens de payer l'enterrement. Un an plus tard, George Peele commence lui aussi à connaître des difficultés pour maintenir son train de vie. Le 30 mars 1587, il contracte un prêt de vingt livres. Ces petits emprunts seront désormais récurrents.
Il se tourne alors vers les scènes au public populaire et un théâtre commercial. Inspiré par le succès remporté en 1587 par un Jean Polemon avec sa Seconde partie du livre des batailles, il écrit et produit pour Philippe Henslowe une pièce qui remue le patriotisme antiespagnol, La Bataille de l'Alcazar (en). Le rôle principal est tenu par le gendre de l'imprésario, Édouard Alleyn. Comme Christophe Marlowe, George Peele est un auteur « à la page », qui n'hésite pas à emprunter à un Spenser ou un Salluste.
En 1590, il écrit et ordonne le spectacle donné au Cours des joutes, à Westminster, le 17 novembre de cette année pour le quarante deuxième Anniversaire de l'avènement (en) de la reine Élisabeth, c'est-à-dire la mort de la reine Marie. Le spectacle qu'il produit à l'occasion de cette joute de l'avènement (en) et qu'il intitule Polhymnia culmine et se clôt par un poème mis en musique et chanté par Mr. Hales, chantre admiré et musicien de la Reine. Un Adieu aux armes salue le champion de la Reine (en) Henri Lee prenant sa retraite et évoque les amours vieillissantes. C'est aujourd'hui une pièce d'anthologie de la poésie anglaise.
George Peele a hérité de feu son père un siège à la Vénérable compagnie des saulniers (en). Aussi récidive-t-il en 1591 pour l'intronisation du Lord maire Guillaume Webbe (en), représentant de la même corporation. Il produit pour l'occasion une courte pièce de théâtre, Descensus Astraeae, suite de tableaux dialogués où Astrée figure la reine vierge Élisabeth.

### Figure de la bohême (1592-1596)
À Londres, George Peele mène une vie d'insouciance et la dot de sa femme est dilapidée. Les immeubles sont vendus. Le poète, cible des Puritains, est dénoncé, parfois avec complaisance, dans plusieurs pamphlets comme une figure du Londres dissolu, celle d'un filou dans la débrouille, violent et jouisseur. Dans cette légende qui lui est faite, les auteurs anonymes n'hésitent pas à lui resservir des anecdotes attribuées à François Villon. Il a effectivement pour compagnon de bombe Robert Greene, qui, l'incitant en 1592 à la repentance, évoque leurs « revirements dans la vie les plus extrêmes ». Toutefois ses pièces sont jouées et même publiées.
À la suite de son revers de fortune, « Geo » se réfugie à Brentford, dans l'ouest londonien. Il y assure l'animation musicale dans la taverne des Trois Pigeons où se produira cinquante ans plus tard l'acteur John Lowin (en), dans l'échoppe d'un barbier chirurgien, Anthony Nit, distrayant de son luth le client le temps d'une extraction dentaire, soupant aux crochets des uns ou des autres.
En 1593, il est payé trois livres, somme relativement importante, pour un compliment qu'il a tourné en vers pour la réception dans l'Ordre de la Jarretière de Henri Percy, comte de Northumberland qualifié pour l'occasion de Mécène, cérémonie qui se tient le 26 juin de cette année.
C'est peut être la maladie qui le laisse confier à un acteur de trente ans, William Shakespeare, le début d'une pièce qui deviendra Titus Andronicus. Un an et demi avant sa mort, devenu indigent, il est recueilli par sa fille aînée, qui n'a pas quinze ans, mais il a l'honneur de voir jouer par la compagnie royale son Conte de la bonne femme (en), œuvre plus subtile que ses précédents grands spectacles, qui mobilise la féérie de l'enfance. Il meurt de la variole, âgé de quarante ans, dans la fièvre qu'évoque son célèbre poème posthume Le Chant de Bethsabée. Son office funèbre se tient dans la veille Église Saint James (en) de Clerkenwell. Le lieu de sa tombe est inconnu.
Dix ans après sa mort, en 1607, parait une Prétendue joyeuse Farce de George Peele, facétie (en) qui inspirera Le Puritain (en), drame longtemps classé dans les Apocryphes (en) de Shakespeare dans lequel un avatar de George Peele est dépeint en charlatan trousseur de dots. Aujourd'hui, un des huit pavillons de l'Hospice du Christ à Horsham porte le nom de Peele, en l'honneur du père mais aussi en souvenir du fils.

## Œuvre

### Drames
- An., La Décision de Pâris, 1584.
- La Célèbre chronique du roi Édouard Ier (en), A. Jeffes chez Barley, Londres, 1593.
- An., La Bataille de l'Alcazar (en), 1594,

rééd. Société Malone (en) à Institut d'études anglaises (en) de l'Université de Londres, Londres, 1907.
- W. Shakespeare, Titus Andronicus, Acte I & Acte II, sc. 1 & 2[5], 1594.
- Le Conte de la bonne femme (en), 1595.
- Les Amours du Roi David et de la belle Bethsabée, 1599.

### Pièces inachevées ou perdues
- Le Turc Mahomet et la belle Hirène
- La Chasse de Cupidon.

### Attribution incertaine
- Troubles durant le règne du roi Jean (en), 1591.
- La Vie et la mort de Jack Straw, 1593.
- Sire Clyomon et Sire Clamydes (en), 1599.
- La Sagesse du Dr Doddypoll, 1600.
- La Métamorphose de la vierge (en), 1600.
- Dupé astucieux, 1606.

### Spectacles pour cérémonie
- Dispositif du cortège (en) donné devant Wolstan Dixie (en), 1585.
- Polhymnia, Richard Jhones, Londres, 1590.
- Descensus Astraæ, 1591.

### Poésie
- « Lignes adressés à Thomas Watson », in Th. Watson, The Εκατομπαθια, Or Passionate Centurie of Love, préface, Gabriell Cawood, Londres, 1582.
- « Un Adieu. Adressé pour la gloire et la bonne fortune des Généraux de nos forces Anglaises Monsieur Jean Norris et Monsieur Drake, Chevaliers, et leurs braves et déterminés compagnons. », 23 février 1589.
- Un Conte de Troie, 23 février 1589, 500 v.
- « L'Honneur public de la Jarretière. Ad Mæcenatem prologus », John Busbie, Londres, 1593.
- « L'Éloge de la chasteté », in Le Nid du phœnix (en), 1593.
- « Le Chant de Coridon et Melampus », in L'Hélicon d'Angleterre (en), 1600.
- « Les Flèches de Cupidon », in Parnasse d'Angleterre, 1600.
- « Une Joyeuse ballade sur l'aubépine », in J. Ritson (en), Ancient Songs, p. 146, 1790.

## Réception
« L'Atlas de la poésie et premier artificier du verbe »

— Son confrère Thomas Nashe dans Ménaphon.

« [...] par certains côtés plus exceptionnel, en rien inférieur [...] »

— Son ami Robert Greene le comparant à Christophe Marlowe et Thomas Nashe.

« [...] une éducation classique de haut niveau et un goût pour les trouvailles à symétrie de grande envergure propres à une rhétorique de haut vol. »

— Érudition et préciosité savante, voire gongorisme, qui distinguent, selon des critiques contemporains, Peele de Shakepeare.

« [...] équilibre intense de l'hésitation avec la force explosive (des mots). »

— Robert Pinsky retrouvant en 2013 la musicalité baroque de Peele dans celle de H.D..